# XIV Governo Regional da Madeira
O XIV Governo Regional da Madeira foi formado com base na composição da Assembleia Legislativa Regional resultante das eleições regionais de 24 de setembro de 2023. Foi um governo de coligação entre o PPD/PSD e o CDS-PP, partidos que, tendo concorrido na coligação Somos Madeira, não obtiveram a maioria absoluta, tendo obtido apenas 23 deputados na assembleia regional. O PPD/PSD estabeleceu, assim, um acordo de incidência parlamentar com o PAN, o que permitiu a formação do governo. O governo tomou posse no dia 17 de outubro de 2023.

## História
Nestas eleições, a coligação Somos Madeira (Partido Social Democrata (PPD/PSD) e CDS-PP) foi a lista mais votada com 43,13% dos votos, mas não obteve maioria absoluta dos deputados, elegendo apenas 23 do total de 47 mandatos. O Partido Socialista (PS) foi o segundo partido mais votado, com 21,3% e 11 deputados, do Juntos Pelo Povo (JPP), 11,03% e 5 deputados, do Chega (CH), 8,88% e 4 deputados, da Coligação Democrática Unitária (PCP-PEV), 2,72% e 1 deputado, da Iniciativa Liberal (IL), 2,63% e 1 deputado, do Pessoas–Animais–Natureza (PAN), 2,25% e 1 deputado, e do Bloco de Esquerda, 2,24% e 1 deputado. Os restantes partidos não obtiveram qualquer assento.
Não tendo obtido a maioria absoluta dos mandatos parlamentares, os partidos da coligação Somos Madeira, PPD/PSD – liderado pelo presidente do Governo Regional, Miguel Albuquerque – e CDS-PP – liderado por Rui Barreto –, ponderaram uma coligação pós-eleitoral com a Iniciativa Liberal, mas, na noite eleitoral, Miguel Albuquerque anunciou que estaria em condições de formar novo governo imediatamente, tendo sido estabelecido um acordo de incidência parlamentar com o PAN, logo a 26 de setembro de 2023, dois dias depois das eleições. Miguel Albuquerque recuou então na intenção de se demitir, anunciada durante a campanha eleitoral, caso não obtivesse a maioria absoluta, o que se veio a verificar. O caráter secreto do acordo de incidência parlamentar entre o PSD e o PAN, cuja publicitação foi exigida pela oposição, e a presença, reivindicando uma vitória nacional, do presidente do PSD, Luís Montenegro, na Madeira, durante a campanha eleitoral e na noite das eleições de 24 de setembro de 2023, suscitaram críticas da oposição e também de membros do PSD, como Alberto João Jardim e João Bosco Mota Amaral.
Foi o terceiro governo regional encabeçado por Miguel Albuquerque e o segundo governo madeirense de coligação, que não foi apoiado por uma maioria absoluta de um só partido e que não foi apoiado exclusivamente pelo Partido Social Democrata, sendo o primeiro governo regional da Madeira a ser suportado com base num acordo de incidência parlamentar.
A 24 de janeiro de 2024, o presidente do Governo Regional, Miguel Albuquerque foi constituído arguido e teve lugar a detenção do presidente da Câmara Municipal do Funchal, Pedro Calado, e de dois empresários madeirenses, por suspeitas de corrupção. A 5 de fevereiro de 2024, o presidente do Governo Regional, Miguel Albuquerque, apresentou a demissão ao representante da República, Ireneu Barreto. A Assembleia Legislativa da Madeira foi dissolvida em 27 de março de 2024 e eleições regionais realizadas em 26 de maio de 2024. O XIV Governo Regional manteve-se em funções, limitado à prática dos atos estritamente necessários para assegurar a gestão dos negócios públicos da Região, até à posse do novo governo.

## Composição
A composição do governo foi a seguinte:
| Retrato | Cargo                                                 | Detentor           | Partido | Partido      | Período                                    |
| ------- | ----------------------------------------------------- | ------------------ | ------- | ------------ | ------------------------------------------ |
|         | Presidente do Governo Regional                        | Miguel Albuquerque |         | PPD/PSD      | 17 de outubro de 2023 — 6 de junho de 2024 |
|         | Secretário Regional de Educação, Ciência e Tecnologia | Jorge Carvalho     |         | PPD/PSD      | 17 de outubro de 2023 — 6 de junho de 2024 |
|         | Secretário Regional de Economia, Mar e Pescas         | Rui Barreto        |         | CDS-PP       | 17 de outubro de 2023 — 6 de junho de 2024 |
|         | Secretário Regional das Finanças                      | Rogério Gouveia    |         | PPD/PSD      | 17 de outubro de 2023 — 6 de junho de 2024 |
|         | Secretário Regional de Saúde e Proteção Civil         | Pedro Ramos        |         | independente | 17 de outubro de 2023 — 6 de junho de 2024 |
|         | Secretária Regional de Agricultura e Ambiente         | Rafaela Fernandes  |         | PPD/PSD      | 17 de outubro de 2023 — 6 de junho de 2024 |
|         | Secretário Regional de Turismo e Cultura              | Eduardo Jesus      |         | independente | 17 de outubro de 2023 — 6 de junho de 2024 |
|         | Secretário Regional de Equipamentos e Infraestruturas | João Pedro Fino    |         |              | 17 de outubro de 2023 — 6 de junho de 2024 |
|         | Secretária Regional de Inclusão e Juventude           | Ana Maria Freitas  |         | PPD/PSD      | 17 de outubro de 2023 — 6 de junho de 2024 |